# 横谷幸重
横谷 幸重（よこや ゆきしげ、生没年不詳）は、戦国時代から江戸時代初期にかけての忍者。真田氏の家臣。通称、横谷左近。父は惣右衛門。弟に惣左衛門幸秀、庄八郎重氏がいる。

## 人物
横谷氏は上野国横谷村（現・東吾妻町松谷）に由来し、同地にある雁ケ沢城を拠点に活動する忍者であった。
横谷幸重（横谷左近）は真田氏の側近で岩櫃城を巡る攻防で活躍したという。関ヶ原の戦い前には真田昌幸のいわゆる犬伏の別れから上田城まで帰路の導者となり、その際の昌幸からの感状（感謝状）が現存している。旧岩島村の「岩島村史」によると関ヶ原の戦いや大坂の陣にも加わった。

## 逸話
真田十勇士の猿飛佐助のモデルとする説がある。
横谷氏の子孫は明治維新で長野県上田市に移り、屋敷跡は一時畑になっていたが、地元では2022年から横谷氏の屋敷跡地の整備を行っている。